# Reinhard & Sonja Ernst-Stiftung

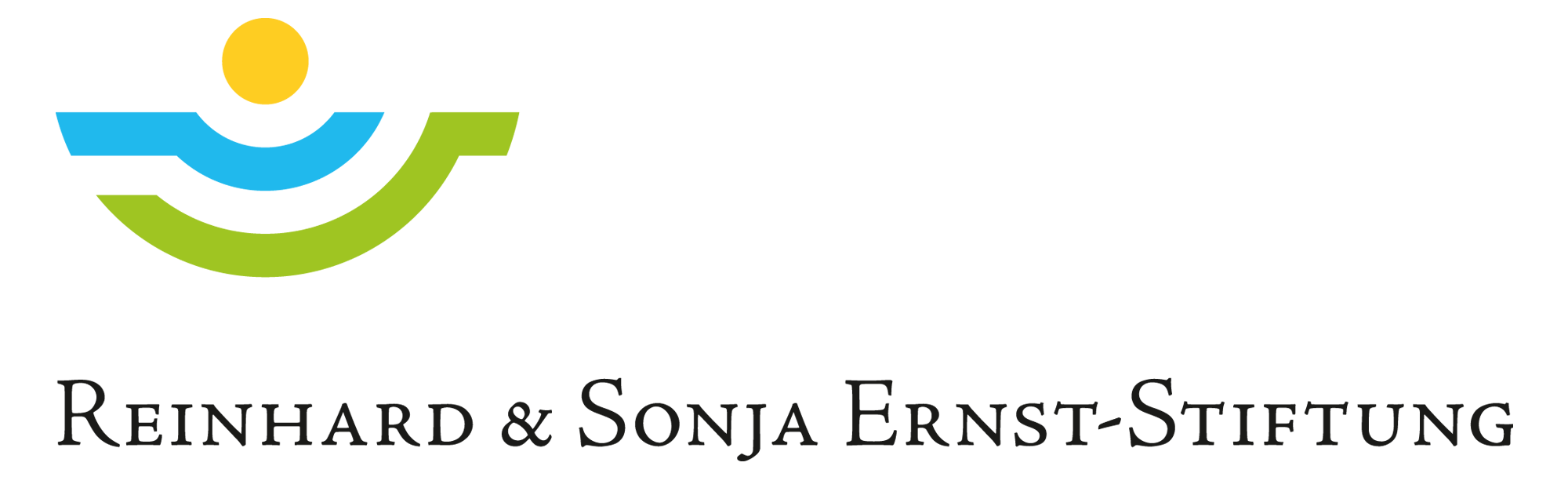
Logo der Reinhard und Sonja Ernst Stiftung

Die gemeinnützige Reinhard & Sonja Ernst-Stiftung wurde im Jahr 2004 gegründet. Der aus Eppstein stammende Unternehmer Reinhard Ernst hat in Limburg zwei Firmen aufgebaut: die Harmonic Drive AG sowie die OVALO GmbH. Das Ehepaar Reinhard und Sonja Ernst lebt seit dem Jahr 2000 in Wiesbaden.

## Stiftungszweck
Die Stifter konzentrieren sich bei ihrer Arbeit ausschließlich auf eigene Projekte, die der Allgemeinheit zugutekommen. Zweck der Stiftung ist die Förderung von Kunst und Kultur, die Unterstützung und Ausbildung bedürftiger Kinder, Jugendlicher und alter Menschen weltweit sowie die Unterstützung von Entwicklungshilfe und die Förderung der Denkmalpflege.

## Vorstand und Geschäftsführung
Vorstand der Stiftung ist Reinhard Ernst. Geschäftsführer ist Oliver Ickstadt. Er ist dem Vorstand verantwortlich und an dessen Weisungen gebunden. Der Geschäftsführer wird von Stiftungsrat und Vorstand gemeinsam bestimmt.

## Stiftungsvermögen
Das Stiftungsvermögen setzt sich aus Immobilien und Beteiligungen zusammen.

## Geförderte und finanzierte Projekte
Die Stiftungsziele sind in zwei größeren Projekten verwirklicht worden. Das „Haus der Hoffnung“ in Natori wurde für Kinder und alte Menschen nach der Tsunami-Katastrophe 2011 zu einer Begegnungsstätte. Dieses Projekt markiert die erste Zusammenarbeit mit dem japanischen Architekten Fumihiko Maki für die Stiftung.
Ein weiteres Projekt der Stiftung ist die Musikschule in Eppstein, dem langjährigen Wohnort der Familie Ernst. Seit seiner Fertigstellung 2016 ermöglicht das Musikschulhaus über 20 Lehrern und 500 Schülern Musikunterricht zu besseren Bedingungen. Zuvor waren die Unterrichtsräume auf mehrere Ortsteile verteilt.
Das größte Projekt der Stiftung ist das Museum Reinhard Ernst in Wiesbaden. Das Museum wurde 2024 eröffnet und zeigt ausschließlich abstrakte Kunst. Die umfangreiche Sammlung Reinhard Ernst bildet den Grundstock des Museums.

## Sammlung Reinhard Ernst
Ende 2024 umfasst die Sammlung mehr als 960 Werke, von denen rund zwei Drittel Museumsqualität haben (siehe auch Christoph Zuschlag, „Gutachten für die Stadt Wiesbaden: Über die Kunstsammlung von Reinhard Ernst (Wiesbaden)“, Landau und Heidelberg, Juni 2017). Die Sammlung beinhaltet überwiegend Gemälde aber auch zahlreiche abstrakte Skulpturen.
Schwerpunkte der Sammlung bilden Werke des Abstrakten Expressionismus, des Informel und Arbeiten der japanischen Künstlergruppe Gutai. Die Sammlung Reinhard Ernst gehört mit über 40 Werken von Helen Frankenthaler, weltweit zu den größten privaten Sammlern dieser Künstlerin. Daneben ergänzen Werke von weiteren weltweit bekannten Künstlern wie Lee Krasner, Morris Louis, Robert Motherwell, Frank Stella, Jackson Pollock, Adolph Gottlieb und Hans Hofmann, den amerikanischen Teil der Sammlung.
Der Sammler ist besonders interessiert an den künstlerischen Strömungen der Nachkriegszeit in Europa, den Vereinigten Staaten und Japan. Dabei konzentriert er sich ausschließlich auf die abstrakte Malerei.
Auch zeitgenössische Positionen sind in der Sammlung Reinhard Ernst vertreten, u. a. von Tony Cragg, Damien Hirst, Katharina Grosse, Karl-Martin Hartmann, Imi Knoebel, MadC, Wolfgang Tilmanns, Bettina Pousttchi.

## Museum Reinhard Ernst
Die Philosophie des Sammlers macht deutlich, dass auch Kunstwerke aus privatem Besitz der Öffentlichkeit zugänglich gemacht werden müssen. Der Bau eines Museums ermöglicht es dem Sammler, seine Werke als zusammengehörige Einheit abstrakter Nachkriegskunst zeigen zu können.
Die Reinhard & Sonja Ernst-Stiftung hatte der Stadt Wiesbaden angeboten, auf einem als Parkplatz genutzten Grundstück in der Wilhelmstraße 1 ein Museum für abstrakte Kunst zu errichten und zu betreiben. In einem Bürgerbeteiligungsverfahren 2016/2017 hinsichtlich der Nutzung dieses Grundstücks sprach sich die Mehrheit der Wiesbadener für den Bau des Kunstmuseums aus. Die Stadt Wiesbaden hat zum Bau des Museums diverse Informationsbroschüren herausgegeben. Im Dezember 2017 wurde ein Erbbaurechtsvertrag mit der Stadt geschlossen. Baubeginn war am 30. August 2019. Das Museum wurde am 23. Juni 2024 eröffnet.
Die Architektur des Museums Reinhard Ernst wurde von dem japanischen Architekten Fumihiko Maki entworfen, der mit Reinhard Ernst befreundet war.
Die Stiftung trug sowohl die auf über 70 Millionen Euro geschätzten Baukosten als auch Unterhalt und Betrieb des Museums.